# Macworld Conference & Expo
Il Macworld Conference & Expo, inizialmente anche Macworld Exposition e negli ultimi anni Macworld/iWorld, è stata una fiera annuale dedicata al mondo Apple organizzata dalla testata giornalistica statunitense Macworld tra il 1985 e il 2014. Solitamente si svolgeva agli inizi di gennaio presso il Moscone Center di San Francisco.
Fino al 2005 si svolgeva anche un altro evento negli Stati Uniti orientali, a Boston o più tardi a New York. Si sono tenuti inoltre altri eventi corrispondenti all'estero, come in Paesi Bassi, Italia e Giappone.

## Keynote
L'evento si apre con una conferenza, chiamata Keynote, solitamente tenuta dal CEO di Apple, prima Steve Jobs ed ora Tim Cook in cui vengono presentate le novità per l'anno che verrà. In questa conferenza sono stati presentati molti dei più celebri prodotti della mela, come l'iPhone o il MacBook Air.
Significativo è il momento del "One more thing…" (una cosa ancora…): sembra che Jobs abbia finito la presentazione, ma all'ultimo momento dice di aver dimenticato l'ultima cosa. Il "One more thing…" è spesso la novità più importante dell'intero keynote, ma non è detto che abbia luogo ogni volta.
Il 17 dicembre 2008 la Apple ha annunciato che il Keynote del Macworld 2009 non sarà tenuto come al solito da Jobs, ma da Phil Schiller, Senior Vice President del Worldwide Product Marketing. Contestualmente a tale indicazione per il prossimo evento di gennaio, è stato anche rivelato dalla stessa Apple che a partire dal 2010 non sarà più presente a questa manifestazione.

## Storia edizioni

### 2009
Il Macworld 2009 si è svolto dal 5 al 9 gennaio nel Moscone Center di San Francisco, come di consueto. All'interno del Keynote sono state presentate da Phil Schiller le nuove versioni di iWork e iLife, giunti all'edizione '09, oltre che al nuovo MacBookPro da 17 pollici con guscio unibody, che segue di circa tre mesi i suoi "fratelli minori" da 15 pollici; Schiller ha poi annunciato ufficialmente la liberazione dal DRM della musica offerta su iTunes Store.

### 2010
Il Macworld 2010, il primo senza la presenza di Apple, si è svolto dal 9 al 13 febbraio.